# Ghanerao
Ghanerao fou un estat tributari protegit, una de les thikanes feudatàries de Jodhpur. El formaven 37 pobles. La família dirigent eren rajputs rathors del clan mèrtia. L'estat es va formar el 1606 amb Thakur Gopal Das Rathod, i la nissaga fou feudatària de Mewar (Udaipur) fins al regnat de Zorawar Singh (reganava vers 1760); però amb el seu successor Viram Dev, vers 1772, va ser transferida a Marwar (Jodhpur). Vers el 1820 Thakur Ajit Singh, successor de Viram, governava com a feudatari de Jodhpur. Els darrers thakurs foren Jodh Singh (governava vers 1912) i el seu successor Laxman Singh.